# Pittsboro (North Carolina)
Pittsboro is een plaats (town) in de Amerikaanse staat North Carolina, en valt bestuurlijk gezien onder Chatham County.

## Demografie
Bij de volkstelling in 2000 werd het aantal inwoners vastgesteld op 2226.
In 2006 is het aantal inwoners door het United States Census Bureau geschat op 2501, een stijging van 275 (12.4%).

## Geografie
Volgens het United States Census Bureau beslaat de plaats een oppervlakte van
8,8 km², waarvan 8,7 km² land en 0,1 km² water. Pittsboro ligt op ongeveer 120 m boven zeeniveau.

## Plaatsen in de nabije omgeving
De onderstaande figuur toont nabijgelegen plaatsen in een straal van 28 km rond Pittsboro.